# Ouled Ahmed Tammi
Ouled Ahmed Timmi (în arabă أولاد أحمد تيمى) este o comună din provincia Adrar, Algeria.
Populația comunei este de 13.547 de locuitori (2008).